# Doru Istudor
Doru Istudor (n. 4 ianuarie 1961, București), cunoscut și sub numele „M.S.”, este un baterist și compozitor român de muzică hard rock și heavy metal. În perioada 1986–1992 a fost liderul formației Voltaj, pe care a reînființat-o împreună cu chitaristul Adrian Ilie. A colaborat cu Mircea Florian (1984–85) și Valeriu Sterian (1985–86), iar în 2000 a fondat formația M.S., cu care a lansat până în prezent patru albume de heavy metal.

## Activitate muzicală

### Începuturi: Avis, Harap-Alb, Jad
Doru Istudor începe să cânte la baterie în 1979, după ce și-a cumpărat un set de tobe românești „Mondial” de la un muzicant care cânta cu Alexandru „Jimmy” Zărnescu. Urmează o perioadă de studiu individual, în care merge la concertele și repetițiile unor formații precum Sfinx, Marfar sau Iris pentru a vedea cum cântă alți toboșari, care aveau mai multă experiență la acea vreme.
Prima formație din care face parte se numește Avis. Cu Avis repetă la Clubul Z de la Casa de Cultură „Mihai Eminescu” din București și debutează pe scenă la Clubul de la ora 7, unde este prezentat de Aurel Gherghel. Cântă în deschiderea concertelor unor formații rock cunoscute în acea perioadă precum Iris, Metropol, Marfar sau Continental. Din repertoriul tânărului grup, ce îl are pe Bogdan Blaga pe postul de solist vocal, fac parte câteva compoziții proprii și preluări după Deep Purple, Led Zeppelin, Free ș.a.
În 1980, Doru Istudor își cumpără un nou set de tobe de la Radu Răducanu, pe atunci bateristul formației Domino. La începutul lui 1981, repetă alături de alți trei tineri muzicieni – Doru Borobeică (bas), Bogdan Blaga (vocal) și Cristi „Gagore” Diaconu (chitară) – la Clubul Sindicatelor de Construcții din București. Sunt remarcați de chitaristul Gabriel Nacu, care le propune să i se alăture și să reînființeze Harap-Alb, formație binecunoscută în peisajul underground bucureștean, cu care își făcuse debutul solistul Cristian Minculescu în 1978.
Cu Harap-Alb, Istudor repetă cel puțin câte 4-5 ore zilnic la Titan Club (T4). Apar piese precum „Scatiul” (care devine hit în epocă), „M-am ascuns în noapte” și „Om la toate”. Ultimele două sunt înregistrate în studioul muzical al Televiziunii Române. Ulterior, survin schimbări de componență: Doru Borobeică pleacă în armată și este înlocuit de Horațiu Rad, iar Nacu părăsește la rândul său formula, în care se integrează Cristi „Porta” Marinescu. Astfel, Doru „M.S.” devine liderul formației. Din repertoriu, alături de cele circa 5 compoziții proprii, fac parte mai multe preluări după Judas Priest, dar și câteva după AC/DC, Thin Lizzy, Aerosmith și Rainbow. Activitatea concertistică crește, Harap-Alb apărând pe scenă alături de marile grupuri rock din Capitală din acea perioadă: Iris, Roșu și Negru, Domino, Flux ș.a.
La finalul lui 1981 și începutul lui 1982, Harap-Alb se scindează în două formații cu oarecare succes și de orientare similară: Jad și Icar. Doru Istudor, Cristi Diaconu și Bogdan Blaga continuă să cânte cu Jad, formula fiind completată de Gelu Vintilă (chitară) și Marin Iliescu (bas). Istudor este toboșarul grupului Jad timp de numai trei luni, deoarece convocarea militară din martie 1982 îi întrerupe brusc activitatea muzicală de pe scena rock bucureșteană.

### Colaborarea cu Mircea Florian
După întoarcerea din armată, la sfârșitul anului 1983, Doru „M.S.” înființează formația Caro, împreună cu Sanda Lăcătușu (vocal), Doru Borobeică (bas) și Sorin Weissman (chitară), în scopul de a colabora cu Cenaclul Flacăra, condus de poetul Adrian Păunescu. Însă acest proiect eșuează după puțin timp, iar Istudor este cooptat la începutul lui 1984 de către basistul Horațiu Rad în grupul Florian din Transilvania, care avea nevoie de un toboșar nou după plecarea lui Marius Vintilă. Florian din Transilvania era la acea vreme un proiect muzical avangardist de rock progresiv, cu influențe de muzică electronică, psihedelică, new wave, punk și minimal, ce propunea spectacole unice în România și de mare succes la publicul avizat, care îmbinau muzica rock cu teatrul. Liderul acestui grup era binecunoscutul Mircea Florian, unul dintre cei mai reprezentativi creatori de folk din anii ’70.

Florian din Transilvania – Tainicul vârtej, album realizat cu aportul lui Doru Istudor

Doru învață piesele cu ajutorul lui Horațiu Rad și după trei săptămâni susține primul concert cu Florian din Transilvania la Casa de Cultură „Înfrățirea între popoare”. Alături de Florian, Istudor și Rad, din formație mai făceau parte Valentin Andronescu (clape, flaut) și Dan Cimpoeru (chitară). În perioada următoare, bateristul are o susținută activitate concertistică cu Florian din Transilvania. Astfel, pe 28 aprilie 1984 participă la Festivalul „Rock, Folk, Jazz” de la Craiova, iar o lună mai târziu la Festivalul „Tim Rock” de la Timișoara. De asemenea, colaborează la spectacolul sincretic de teatru-rock „Tainicul vârtej”, ce include decoruri, costume, măști, steaguri, coregrafie etc. Reprezentațiile au loc în Capitală, pe scenele de la Teatrul „Constantin Tănase”, Teatrul Evreiesc de Stat, Arenele Romane, Club A, dar și în țară, în cadrul unor turnee.
Spre sfârșitul lui 1985, Mircea Florian intră în studiourile „Tomis” ale Electrecordului pentru a înregistra albumul Tainicul vârtej și îi solicită lui Doru Istudor să tragă părțile de baterie. Acesta înregistrează partea de baterie în trei zile. Tainicul vârtej apare pe piață abia în 1986, după ce materialul propus a fost trecut prin filtrul cenzurii comuniste. Astfel, spre deosebire de ceea ce era prezentat în spectacole, pe disc nu apar piesele „Madama Butterfly” și „As”, care au fost total interzise. În final au rămas 9 compoziții, ce au suferit modificări ale versurilor și ale manierei de interpretare vocală, din cauza cenzurii. Acest unic album al formației Florian din Transilvania este, în același timp, singurul material discografic oficial lansat înainte de Revoluție pe care apare muzicianul Doru „M.S.” Istudor.

### Colaborarea cu Valeriu Sterian
Pe parcursul anului 1985, încă dinainte de a participa la înregistrările pentru Tainicul vârtej, Istudor este cooptat în Compania de Sunet, trupa de acompaniament a lui Valeriu Sterian, înlocuindu-l pe Iulian Constantinescu. Însă prima colaborare a bateristului cu renumitul cantautor s-a produs în decembrie 1984, la un concert de Revelion ținut la Teatrul Dramatic din Brașov.
Doru „M.S.” a ajuns în Compania de Sunet la propunerea fostului său coleg de la Harap-Alb, Gabriel Nacu, care în acel moment cânta alături de Sterian. La scurt timp însă, în locul lui Nacu apare cunoscutul chitarist Adrian Ilie, fost component în Iris la începutul anilor ’80 și fondator al grupului Voltaj în septembrie 1982. Astfel, formula Companiei de Sunet devine: Vali Sterian (vocal, chitară), Adrian Ilie (chitară solo), Mihai Teleagă (bas), Doru Istudor (baterie) și Liviu Mihalcea (clape).
La mijlocul anilor ’80 Vali Sterian se afla într-o perioadă de trecere de la folk rock-ul pe care îl abordase la începutul carierei către hard rock și rock progresiv. În acest context, pentru Istudor urmează o perioadă bogată în concerte și turnee împreună cu Valeriu Sterian și Compania de Sunet, alături de artiști de rock și folk deopotrivă: Iris, Roșu și Negru, Holograf, Doru Stănculescu, Mircea Vintilă, Vasile Șeicaru, Ștefan Hrușcă ș.a. În București, majoritatea spectacolelor se țineau în cluburi, pe scenele de la Teatrul „Constantin Tănase” și Teatrul Mic, ori în cadrul unor gale rock organizate la Sala Polivalentă. Acestora li se adăugau concertele de pe litoral din perioada verii, dar și turneele prin toată țara.
La începutul lui 1986, formula Companiei de Sunet devenise următoarea: Vali Sterian, Adrian Ilie, Doru Istudor și Jerry Schwartz (bas, înlocuitorul lui Mihai Teleagă la sfârșitul lui ’85). În această componență sunt înregistrate în perioada martie–aprilie ’86 trei piese în studioul muzical al Televiziunii Române: „Fericire”, „Zori de zi” (compuse de Sterian și editate oficial pe un disc abia în 2000) și „Speranțe vii” (compoziție a lui Adrian Ilie, needitată oficial). După sezonul estival, petrecut pe litoral în stațiunea Venus, Adrian Ilie și Doru „M.S.” părăsesc Compania de Sunet, încheind astfel colaborarea cu Vali Sterian.

### Perioada Voltaj
În septembrie 1986 cei doi muzicieni refac Voltaj, împreună cu trei foști membri ai grupului Quartz: Amedeo Bolohoi (chitară), Dan Mateescu (bas) și Cristian Ilie (vocal). Adrian Ilie și Doru Istudor înregistraseră deja două piese la Televiziune încă din luna februarie a acelui an: „Lumina” și „Mimi (parodie în Re major)”, compoziții ale chitaristului, care a tras vocea și toate instrumentele, mai puțin părțile de baterie.
După o lună de repetiții intense la „Înfrățirea între popoare”, pe 19 octombrie 1986, Voltaj-ul are parte de o relansare promițătoare în cadrul unui mare spectacol rock la Sala Polivalentă din București, alături de toate marile nume ale muzicii rock autohtone. Pe 20 decembrie Voltaj concertează din nou la Sala Polivalentă, de data aceasta cu ocazia Festivalului „Trofeul Top ’86”, organizatorii oferind formației Premiul Teatrului Tănase.
Însă după acest spectacol, Adrian Ilie se retrage complet din activitatea muzicală iar doi ani mai târziu emigrează în Statele Unite. Astfel, liderul grupului Voltaj devine Doru Istudor, care preia și rolul de compozitor. În ianuarie 1987 este cooptat Cristi „Porta” Marinescu, iar o lună mai târziu, formația are un nou vocalist, în persoana lui Bogdan Cristea.
În vara acelui an, după ce sunt refuzați să înregistreze atât la Radio cât și la Televiziune din cauza genului muzical abordat, Voltaj trag în regim propriu, cu ajutorul lui Sorin Chifiriuc care achiziționase un magnetofon Teac Tascam cu 4 canale, 6 piese, toate compoziții ale lui Istudor: „Arc peste timp”, „Zi de zi”, „Voi fi din nou al tău”, „În calea norilor”, „Tu, doar tu” și „Alerg”. Melodiile sunt difuzate în august la Radio, în emisiunea Metronom. Ulterior, câte una sau câte două, toate cele șase piese intră în topul revistei Săptămâna realizat de Andrei Partoș, „În calea norilor” și „Alerg” ajungând până pe poziția întâi. Repertoriul de concert al Voltaj-ului conținea, pe lângă compozițiile proprii, preluări după Iron Maiden, Ozzy Osbourne, Gary Moore, Scorpions, Van Halen.

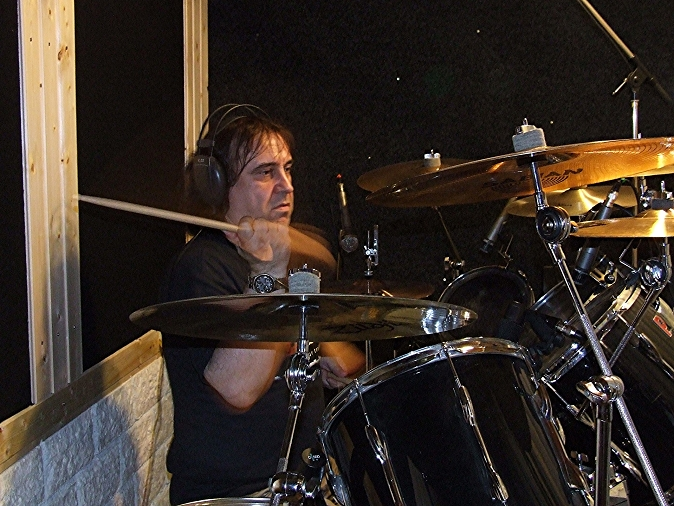
Doru Istudor „M.S.” în studio, la repetiții

Amedeo Bolohoi se retrage pentru a reînființa Quartz și este înlocuit cu Manuel Savu. În noiembrie ’87, Voltaj cântă pe scena Festivalului „Rock, Folk, Jazz” de la Craiova. În ianuarie ’88, apar noi schimbări de componență, fiind aduși Doru Borobeică (bas) și Eugen Sălceanu „Brebu” (clape) de la Iris.
În vara lui 1988 pe litoral ajung să existe nu mai puțin de trei formații cu titulatura Voltaj. Doru „M.S.” concertează tot sezonul estival cu Voltaj-ul de Neptun, la restaurantul „Marea Neagră”, alături de Cristi Marinescu și Virgil Ianca (chitare), Cristian Ioniță „Zăpadă” (vocal) și Laurențiu Cristea (bas). Sunt folosite instalațiile de sunet și lumini de la Iris, care erau suspendați.
Cu toate că în toamnă Cristi Marinescu este cooptat de Liviu Tudan în Roșu și Negru, Istudor reîntregește formula Voltaj, care devine și singura după desființarea celorlalte. După alte schimbări, la începutul anului 1989, componența se stabilizează cu Doru Istudor (baterie), Gabi Constantin „Porcus” și Vladimir „Grilă” Negoescu (chitare), Vali Ionescu „Prunus” (bas), Cristian Ilie (vocal). În această formulă sunt înregistrate în studioul muzical al Televiziunii Române două compoziții semnate de Istudor: „Cenușă și diamant” și „Ochii tăi”. A doua dintre ele ajunge pe primul loc în topul de muzică românească al revistei Cronica (3 martie 1989).
Totuși, pe o stare generală de oprimare a muzicii rock, anul 1989 nu este deloc unul prolific pentru trupă, care are un singur turneu, alături de Krypton și Metrock. Apariția unui disc Voltaj (idee ce fusese lansată de Andrei Partoș încă din 1987) era practic imposibilă, mai ales că trupa fusese suspendată de Consiliul Culturii în luna august și nu mai avea acces în studiourile de înregistrări de la Radio și Televiziune. Este repusă în drepturi pe 15 decembrie, iar pe 19 decembrie participă, alături de Iris, Celelalte Cuvinte și Incognito, la ultima gală rock din timpul regimului comunist, organizată la Sala Polivalentă.
Imediat după Revoluție, în ianuarie 1990, Voltaj înregistrează în TVR „Marea e un dar”, o nouă compoziție a lui Istudor. Urmează câteva concerte alături de Tectonic și Asterisc. Vara lui ’90 este petrecută la „Popasul Căprioarelor” din Neptun, iar în toamnă, componența grupului se schimbă iar, lui Istudor, Constantin și Ilie alăturându-li-se nou-veniții Cristian Luca „Argintaru” (chitară) și Mircea Preda „Burete” (bas). În această formulă este înregistrată în TVR piesa „Erou, erou”, compoziție a lui Istudor dedicată mareșalului Antonescu. Piesa beneficiază și de o filmare, difuzată de Petre Magdin, o singură dată, în cadrul programului de Revelion.
Cu Bogdan Cristea revenit la microfon, Voltaj participă la Festivalul „Rock ’91” din Capitală, prima manifestare de gen după Revoluție, prilej cu care are loc reîntâlnirea lui Doru „M.S.” cu Mircea Florian după aproape șapte ani. Este cooptat solistul Sandu Costică „Damigeană”, cu care Voltaj susține un concert la Festivalul Rock de la Arad din 1991. Urmează o perioadă destul de confuză, în care se lucrează la piese noi („30 de arginți” și „B.L.S.”), au loc câteva concerte și se încearcă fără succes semnarea unui contract de disc. În martie 1992 liderul Doru Istudor părăsește formația și emigrează în Anglia. După numai trei luni de la plecarea lui „M.S.”, Voltaj își întrerupe activitatea.
În 1995 formația se reînființează cu acordul dar fără Doru Istudor. Postul de vocalist este ocupat de Tavi Colen. Un an mai târziu, este lansat primul material discografic al Voltaj-ului, intitulat Pericol de moarte, pe care figurează 4 piese compuse de Doru „M.S.”: „Cenușă și diamant”, „Ochii tăi”, „Voi fi din nou al tău” și „Erou”.

### Reînființarea Harap-Alb

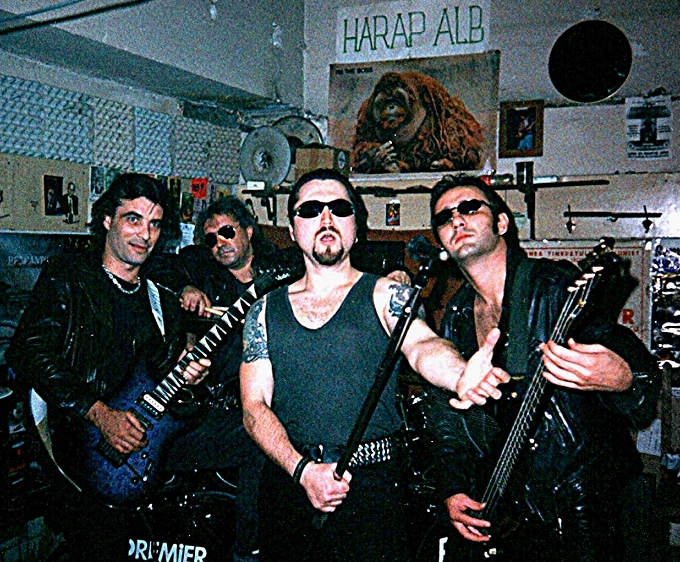
Harap-Alb, în anul 1999, în ultima componență: Cristian Luca (chitară), Doru Istudor (baterie), Sandu Costică (solist) și George Costinescu (bas)

În ianuarie 1998, Doru Istudor revine în România și reînființează Harap-Alb, formație ce își încetase activitatea în urmă cu 16 ani. Componența îi include pe Dan „Cândoi” Tufan (vocal), Cristi „Porta” Marinescu și Cristian Luca (chitare), Ionuț Calotă (bas) și Doru „M.S.” (baterie). După un timp, Marinescu este înlocuit cu Marius Roșiu, fost component în formațiile Interval, Floare Albastră și Adi Manolovici Group. Este înregistrată în regim propriu piesa „B.L.S.”, compusă de Istudor înainte de plecarea sa din Voltaj. De asemenea, este realizată o filmare în TVR cu „Tu, doar tu”, reorchestrare a compoziției din perioada Voltaj.
Casa de discuri A&A Records lansează în 1998, în format casetă audio, o compilație intitulată Tu poți fi vedeta. Compilația conține prima piesă Harap-Alb inclusă vreodată pe un material discografic – „Dreptul de a candida”. Pe fondul unei infrastructuri a industriei muzicale care începea susținerea unor genuri mult mai comerciale în detrimentul (hard) rock-ului, grupul nu reușește să lanseze vreun album.
În 1999, folosind vocea lui Bogdan Blaga (emigrat în Los Angeles), Istudor înregistrează cu Harap-Alb „Scatiul”, hitul trupei de la începutul anilor ’80, compus de Gabi Nacu. Piesa va fi inclusă pe compilația Cântece interzise/Cenzurat, lansată de Jurnalul Național în 5 noiembrie 2007.
Ultima formulă Harap-Alb, verificată în câteva concerte, este următoarea: Sandu Costică (vocal), Cristian Luca (chitară), George Costinescu (bas) și Doru Istudor (baterie).

### Activitatea cu M.S.

Rugina nu moare (2002), primul album realizat de Doru Istudor împreună cu formația M.S.

În 2000, Doru înființează formația M.S. prin schimbarea titulaturii grupului Harap-Alb, nume ce nu se mai potrivea cu noile intenții muzicale ale bateristului. În data de 17 octombrie 2002, la Casa de Cultură a Studenților „Grigore Preoteasa” are loc primul concert M.S., care coincide cu lansarea albumului Rugina nu moare. Înregistrat în studioul lui Adrian Ordean (Migas Real Compact) și masterizat la Londra, acest prim material discografic al trupei a contribuit la revitalizarea scenei românești de heavy metal, provocând reacții pozitive atât în rândul criticilor, cât și al publicului și fiind considerat unul dintre cele mai reușite produse de gen din România. Discul include compoziții noi, compoziții din perioada Harap-Alb (1998–2000) și o piesă din 1987, din perioada Voltaj. Este vorba despre „Alerg”, una dintre primele piese speed metal românești, înregistrată de această dată în condiții tehnice corespunzătoare. Alături de cei patru M.S., mai colaborează George Pătrănoiu, Cristi Marinescu (ambii chitară) și Marius Macedon (bas, claviaturi). Dintre cele 10 piese, 8 sunt compuse de Doru Istudor, cel care este și producătorul albumului.
În 4 martie 2006 are loc concertul de lansare al celui de-al doilea album M.S. – A Breath of Fresh Air. Înregistrat la studioul lui Mihai Breazu (Luxor Sound) și produs tot de Doru Istudor, discul reprezintă un pas înainte pentru formație, fiind orientat mai mult către heavy metal-ul modern și având un sound îmbunătățit și mai agresiv. Alături de mai vechii colaboratori Pătrănoiu și Marinescu, își aduce aportul și chitaristul Dan Hîmpă. Dintre cele 11 piese ale discului, 10 au texte în limba engleză. Piesa care încheie discul și singura cu versuri în română se numește „30 de arginți” și este înregistrarea în formula M.S. a ultimei compoziții a lui Doru cu Voltaj, neterminată în 1992. Piesa este reluată pe compilația Cântece interzise/Cenzurat din 2007, cu mențiunea că pe copertă ea este atribuită greșit Voltaj-ului.
În 3 noiembrie 2010, la clubul Silver Church de la „Preoteasa” are loc concertul de lansare al celui de-al treilea disc M.S., intitulat A’ venit băieții!!!. Albumul a fost înregistrat la XLR Recording Studio, într-o componență diferită față de materialele precedente: Sandu Costică (vocal), Doru Istudor (baterie), Dan Hîmpă (chitară) și Cornel Marin (bas). George Pătrănoiu apare din nou în postura de colaborator, realizând părțile de chitară solo la trei piese. A’ venit băieții!!! marchează revenirea formației la versuri în limba română. Sarcinile componistice sunt împărțite echitabil între Cornel Marin și Doru Istudor, care este, și de această dată, producătorul de disc.
În septembrie 2012 Sandu Costică părăsește formația, fiind înlocuit cu Ovidiu Turcu, solistul vocal al grupului Legacy. Împreună cu acesta, în februarie 2013, sunt finalizate înregistrările a trei piese noi („Domnul Bates”, „Stalingrad” și „Marco Polo”) ce constituie materialul pentru EP-ul intitulat Aburi și cioburi, publicat pe site-ul oficial al grupului M.S. în luna octombrie. Componența formației se modifică din nou, în iulie 2014 având loc revenirea a doi foști membri – Sandu Costică și George Costinescu.

Carne de tun (2017), al patrulea album M.S.

În 23 martie 2017 la Club Quantic din București (fostul Ecran Club), M.S. susține concertul de lansare al celui de-al patrulea album, Carne de tun, în formula: Sandu Costică (vocal), Mike Vlahopol (chitară), Teodor Moderau (chitară), George Costinescu (bas) și Doru Istudor (baterie). Discul este produs de Istudor sub egida Star Media Production și conține 11 piese înregistrate la Studio Tracking Mix & Master începând cu luna februarie 2016. Din punct de vedere stilistic, albumul se încadrează între Rugina nu moare și A’ venit băieții!!!, două dintre piese fiind creațiile lui Mike Vlahopol, iar restul compozițiilor aparținând lui Istudor. Chitariștii Cristi Marinescu și Gabriel Nacu apar în postura de colaboratori.
Începând din noiembrie 2017, albumele M.S. pot fi ascultate și achiziționate în format digital pe site-ul Bandcamp. În iunie 2018 Doru completează formula M.S. cu vocalistul Cosmin Aioniță (ex-9.7 Richter, ex-Snakeyes) și basistul Marian Leușteanu (ex-Monarchy), înlocuindu-i astfel pe Sandu Costică și George Costinescu, care au părăsit formația în iulie 2017 pentru a se alătura grupului Iris. O nouă modificare în trupă survine în august 2018, când locul chitaristului Mike Vlahopol este luat de Matei Cioca (ex-Metrock). După repetiții intense, M.S. are prima apariție în noua formulă la 25 noiembrie, pe scena Festivalului „Top T” Buzău. Pe 2 martie 2019, la Club Quantic este organizat concertul „De la Rugina nu moare la Carne de tun”, prilej cu care sunt cântate piese de pe cele patru albume M.S., plus câteva compoziții vechi, din perioada Voltaj. Încă o apariție în fața publicului bucureștean are loc în aceeași lună, pe 23, de data aceasta cu ocazia unui concert M.S. și Celelalte Cuvinte. În primele zile ale anului 2020, cu doi chitariști noi integrați în formulă – Mihai Ionescu și Andrei Tatu, M.S. intră în studioul de înregistrări pentru a imprima „Sturmgeschütz”, o piesă ce face referire la tunul de asalt (pe scurt Stug) folosit de germani, dar și de Armata Română, în Al Doilea Război Mondial. Videoclipul filmat pentru această piesă este lansat pe 13 martie 2020. Pe 24 septembrie are loc concertul aniversar „M.S. 20 de ani”, găzduit de același Club Quantic. Pe 24 mai 2021 apare „Comisarul” (piesă aflată în faza finală a producției însă care nu a mai intrat pe albumul Carne de tun).
Deși este stabilit în Canada de circa două decenii, Doru Istudor revine periodic în România pentru a lansa noi materiale discografice și pentru a concerta cu formația sa, rămânând consecvent stilului heavy metal. Ca urmare, M.S. a devenit în timp unul dintre cele mai importante nume ale scenei rock underground din România.

## Discografie
- Florian din Transilvania – Tainicul vârtej (LP, Electrecord, 1986)
- Voltaj – Pericol de moarte (CD/MC, Cardinal ’93 & Roton, 1996) — conține piesele „Cenușă și diamant”, „Ochii tăi”, „Voi fi din nou al tău” și „Erou”, compuse de Doru Istudor
- Compilație – Tu poți fi vedeta (MC, A&A Records, 1998) — conține piesa „Dreptul de a candida” (Harap-Alb)
- Valeriu Sterian – The Very Best of Valeriu Sterian (CD/MC, Fundația Phoenix, 2000) — conține piesele „Fericire” și „Zori de zi”, înregistrate cu Doru Istudor
- M.S. – Rugina nu moare (CD/MC, HMM.ro, 2002)
- M.S. – A Breath of Fresh Air (CD, Luxor Records, 2006)
- Compilație – Cântece interzise/Cenzurat (CD, Jurnalul Național, 2007) — conține piesele „Scatiul” (Harap-Alb) și „30 de arginți” (M.S.)
- M.S. – A’ venit băieții!!! (CD, XLR Recording Studio, 2010)
- M.S. – Aburi și cioburi (EP, Autoprodus, 2013) — conține piesele „Domnul Bates”, „Stalingrad” și „Marco Polo”
- M.S. – Carne de tun (CD, Star Media Production, 2017)

## Înregistrări needitate
Aceasta este o listă cronologică cu piese din anii ’80 și ’90, la care a participat Doru Istudor și care nu au fost editate pe vreun material discografic oficial. Înregistrările au fost făcute cu formațiile în care a activat bateristul de-a lungul timpului: Voltaj, Harap-Alb, Florian din Transilvania, Valeriu Sterian și Compania de Sunet.
- Harap-Alb – „M-am ascuns în noapte”, „Om la toate” (studioul muzical TVR, 1981)
- Harap-Alb – „M-am ascuns în noapte” (live la Titan Club T4, martie 1981)
- Harap-Alb – „Electric Steel”, „Ținta” (live la Titan Club T4, septembrie 1981)
- Florian din Transilvania – „Triunghiul Bermudei”, „As” (live la Festivalul Rock Folk Jazz Craiova, 28 aprilie 1984, înregistrări realizate de Radio Craiova)
- Voltaj – „Lumina”, „Mimi (parodie în Re major)” (studioul muzical TVR, februarie 1986)
- Valeriu Sterian și Compania de Sunet – „Fericire”, „Zori de zi”, „Speranțe vii” (studioul muzical TVR, martie–aprilie 1986)
- Voltaj – „Lumina” (live la Sala Victoria, Teatrul Tănase, 4 mai 1987)
- Voltaj – „Arc peste timp”, „Zi de zi”, „Voi fi din nou al tău”, „În calea norilor”, „Tu, doar tu”, „Alerg” (bandă de magnetofon, iulie 1987)
- Voltaj – „Nori de hârtie / Alerg” (live la Teatrul Ion Creangă, 1989, înregistrare realizată de Mădălin Chinie)
- Voltaj – „Cenușă și diamant”, „Ochii tăi” (studioul muzical TVR, ianuarie 1989)
- Voltaj – „Marea e un dar” (studioul muzical TVR, ianuarie 1990)
- Voltaj – „Erou, erou” (studioul muzical TVR, toamna lui 1990)
- Voltaj – „Un vis / De ce nu-mi vii” (live la Festivalul de Rock Arad, 1991)
- Harap-Alb – „B.L.S.” (studio, 1998)
- Harap-Alb – „Tu, doar tu” (studioul muzical TVR, 1998)
- Harap-Alb – „Voi fi din nou al tău”, „Colț de cer” (live la Costinești, 11 august 1999)